# Mars (manga)
Mars (jap. マース Māsu) – manga autorstwa Fuyumi Sōryō, publikowana w latach 1996–2000 w magazynie Bessatsu Friend wydawnictwa Kōdansha.
Jest to historia miłości dwojga nastolatków Kiry Asō i Rei Kashino. Na serię składa się piętnaście tomów. Marsa poprzedza jeden tom mangi „Bezimienny koń” tej samej autorki. Opowiada on o początkach przyjaźni Rei i Tatsui.
Mangę w Polsce wydało wydawnictwo Waneko.

## Fabuła
Tytuł mangi wywodzi się od starożytnego boga wojny (dowiadujemy się tego już w pierwszym tomie). W pierwszych tomach wydawać by się mógł lekką lekturą, ale w późniejszych tomach (od 7 zaczynając aż do piętnastego) poznajemy tragiczną przeszłość głównych bohaterów oraz niepewne ich losy w teraźniejszości.
Rei Kashino – syn, a właściwie bratanek (jak się tego później dowiadujemy) seniora Kashino, który prowadzi wielką firmę. Zbuntowany siedemnastolatek, który przez sześć lat wychowywał się w Los Angeles. Miał brata bliźniaka o imieniu Sei, który na jego oczach popełnił samobójstwo – skoczył z dachu. Przez jakiś czas był w zakładzie psychiatrycznym. Poznajemy go, gdy idzie do szpitala odwiedzić swojego przyjaciela – Ashitakę, który stracił w wypadku motocyklowym nogę. Sam Rei uwielbia motory i w trzecim tomie wygrał Suzukę 8 godzin.
Kira Asō – delikatna, wrażliwa i bardzo nieśmiała dziewczyna. Ma ogromny talent plastyczny, a jej obraz w trzecim tomie wygrał konkurs i został umieszczony w galerii. Przedstawiał on Rei i był zatytułowany „Mars”. Gdy była w szkole podstawowej, jej ojciec zginął w wypadku samochodowym, który został spowodowany przez dzieciaki na motorach. Dlatego też jej matka na początku nie przepada za Rei. W drugiej klasie gimnazjum została zgwałcona przez ojczyma, przez co oddaliła się jeszcze bardziej od swoich znajomych. Od dawna podobała się Tatsui, jednak wybrała Rei (który podobał się z kolei wszystkim dziewczynom w szkole i nie tylko. A najbardziej chyba Harumi, która stała się później najlepszą przyjaciółką Kiry). Jednak im bardziej się kochają tym więcej przeszkód muszą pokonać w dążeniu do szczęścia i spokojnej przyszłości, którą pragną razem zbudować. Ale kto powiedział, że miłość jest łatwa. Kashino musi zmierzyć się z duchami przeszłości, aby zostawić przeszłość za sobą i zacząć budować przyszłość, w której zapewni Kirze bezpieczeństwo i stanie się „porządnym” obywatelem. Kira również musi porzucić przeszłość związaną z jej ojczymem i niezbyt szczęśliwym dzieciństwem, aby móc wspierać Kashino w jego postanowieniach i walce z przeszłością.

## Bohaterowie
- Kira Asō – nieśmiała artystka, zakochana w Rei.
- Rei Kashino – żyjący chwilą motocyklista, mający opinię łobuza chłopak Kiry.
- Harumi Sugihara – porywcza, na początku największy wróg Kiry, później jej najlepsza przyjaciółka.
- Tatsuya Kida – zakochany w Kirze od gimnazjum przyjaciel Rei, uprawia skateboard.
- Sei Kashino – nieżyjący brat bliźniak Rei.
- Makio Kirishima – morderca o urodzie ślicznej dziewczyny.
- Shiori Sakurazawa – niegdyś dziewczyna Sei, później odbita przez Rei, piękna jak lalka i strasznie rozpieszczona dziewczyna z dobrego domu.
- Akihiko Kashino – biologiczny ojciec Rei i Sei, rajdowiec. Zginął jeszcze przed narodzinami bliźniąt.
- Shioko Kashino – matka Rei i Sei, chora psychicznie. Popełniła samobójstwo.
- Takayuki Kashino – przybrany ojciec Rei i Sei, bardzo bogaty właściciel dużej firmy.
- Sonoko Shiina – sekretarka i partnerka Takayukiego, doskonały przykład dojrzałej kobiety.

## Manga
Seria ukazywała się w magazynie Bessatsu Friend w latach 1996–2000. Całość została zebrana w 15 tankōbonach, opublikowanych między 13 maja 1996 a 13 grudnia 2000 nakładem wydawnictwa Kodansha. W Polsce manga została wydana przez Waneko.
18 października 2024 Waneko ogłosiło wydanie reedycji w 8 tomach zbiorczych.
| Nr | Język japoński       | Język japoński         | Język polski     | Język polski           |
| Nr | Data wydania         | ISBN                   | Data wydania     | ISBN                   |
| -- | -------------------- | ---------------------- | ---------------- | ---------------------- |
| 1  | 13 maja 1996         | ISBN 978-4-06-303030-3 | 1 kwietnia 2003  | ISBN 978-83-88272-78-3 |
| 2  | 13 września 1996     | ISBN 978-4-06-303041-9 | 1 czerwca 2003   | ISBN 978-83-88272-83-7 |
| 3  | 13 stycznia 1997     | ISBN 978-4-06-303054-9 | 1 czerwca 2003   | ISBN 978-83-88272-88-2 |
| 4  | 13 maja 1997         | ISBN 978-4-06-303065-5 | 1 sierpnia 2003  | ISBN 978-83-88272-93-6 |
| 5  | 12 września 1997     | ISBN 978-4-06-303076-1 | 1 grudnia 2003   | ISBN 978-83-88272-93-6 |
| 6  | 13 stycznia 1998     | ISBN 978-4-06-303095-2 | 1 lutego 2004    | ISBN 978-83-88272-44-8 |
| 7  | 13 maja 1998         | ISBN 978-4-06-303106-5 | 1 kwietnia 2004  | ISBN 978-83-88272-49-3 |
| 8  | 11 września 1998     | ISBN 978-4-06-303126-3 | 1 czerwca 2004   | ISBN 978-83-88272-54-7 |
| 9  | 12 stycznia 1999     | ISBN 978-4-06-303140-9 | 1 września 2004  | ISBN 978-83-88272-59-2 |
| 10 | 13 maja 1999         | ISBN 978-4-06-303153-9 | 1 grudnia 2004   | ISBN 978-83-89893-43-7 |
| 11 | 13 września 1999     | ISBN 978-4-06-303166-9 | 1 lutego 2005    | ISBN 978-83-89893-44-4 |
| 12 | 10 lutego 2000       | ISBN 978-4-06-303181-2 | 1 kwietnia 2005  | ISBN 978-83-89893-45-1 |
| 13 | 13 lipca 2000        | ISBN 978-4-06-303199-7 | 1 czerwca 2005   | ISBN 978-83-89893-46-8 |
| 14 | 13 października 2000 | ISBN 978-4-06-341208-6 | 1 września 2005  | ISBN 978-83-89893-47-5 |
| 15 | 13 grudnia 2000      | ISBN 978-4-06-341217-8 | 1 listopada 2005 | ISBN 978-83-89893-48-2 |